# Primera División (Chile) 1984
Die Primera División 1984 (spanisch, auch unter dem Namen 1984 Campeonato Nacional de Fútbol Profesional bekannt) war die 52. Saison der Primera División, der höchsten Spielklasse im Fußball in Chile.
Die Meisterschaft gewann das Team von Universidad Católica, das sich damit für die Pre-Playoffs zur Copa Libertadores 1985 qualifizierte. Es war der fünfte Meisterschaftstitel für den Klub. Zudem qualifizierte sich CD Cobresal auch für die Pre-Playoffs zur Copa Libertadores. Die Vereine Regional Atacama, Deportes La Serena, Deportes Antofagasta, Santiago Wanderers aus der Zona Norte und Coquimbo Unido, Green Cross Temuco, Fernández Vial und Trasandino de Los Andes aus der Zona Sur stiegen in die zweite Liga ab. Die Copa Polla Gol 1984 gewann Meister Universidad Católica und holte somit das Double.

## Modus
Die 26 Teams werden in zwei Zonen aufgeteilt und spielen jeder gegen jeden mit Hin- und Rückspiel. Die ersten beiden Teams nehmen an der Meisterschaftsliguilla teil. Bei Punktgleichheit entscheidet ein Entscheidungsspiel um die bessere Position, wenn es um die Teilnahme an der Meisterschaftsliguilla oder um den Klassenerhalt geht. In den anderen Fällen entscheidet das Torverhältnis. Die je letzten vier Teams der Tabelle steigen in die zweite Liga ab. Meister ist die Mannschaft mit den meisten Punkten in der Meisterschaftsliguilla und qualifiziert sich für die Playoffs zur Copa Libertadores. Der Tabellenzweite qualifiziert sich ebenfalls für die Playoffs zur Copa Libertadores. Bei Punktgleichheit des ersten oder zweiten Platzes gibt es ein Entscheidungsspiel.

## Teilnehmer
Wegen der Aufstockung der Liga von 22 auf 26 Teams gab es in der Vorsaison keine Absteiger, sondern nur die vier Aufsteiger CD Cobresal, San Luis de Quillota, Deportes La Serena und Coquimbo Unido. Folgende Vereine nahmen daher an der Meisterschaft 1984 teil:
| Mannschaft              | Stadt             |
| ----------------------- | ----------------- |
| Deportes Antofagasta    | Antofagasta       |
| Audax Italiano          | Santiago de Chile |
| CD Cobreloa             | Calama            |
| CD Cobresal             | El Salvador       |
| CSD Colo-Colo           | Santiago de Chile |
| Coquimbo Unido          | Coquimbo          |
| Deportes Iquique        | Iquique           |
| Everton                 | Viña del Mar      |
| Fernández Vial          | Concepción        |
| Green Cross Temuco      | Temuco            |
| CD Huachipato           | Talcahuano        |
| Deportes La Serena      | La Serena         |
| CD Magallanes           | Santiago de Chile |
| Naval de Talcahuano     | Talcahuano        |
| CD O’Higgins            | Rancagua          |
| CD Palestino            | Santiago de Chile |
| Rangers de Talca        | Talca             |
| Regional Atacama        | Copiapó           |
| San Luis de Quillota    | Quillota          |
| Deportes Arica          | Arica             |
| Trasandino de Los Andes | Los Andes         |
| Unión Española          | Santiago de Chile |
| Unión San Felipe        | San Felipe        |
| Universidad Católica    | Santiago de Chile |
| Universidad de Chile    | Santiago de Chile |
| Santiago Wanderers      | Valparaíso        |

## Tabelle Zona Norte
| Pl. | Verein                   | Sp. | S  | U  | N  | Tore    | Diff. | Punkte |
| --- | ------------------------ | --- | -- | -- | -- | ------- | ----- | ------ |
| 1.  | CD Cobreloa              | 26  | 18 | 5  | 3  | 047:180 | +29   | 41     |
| 2.  | CD Cobresal (N)          | 26  | 16 | 6  | 4  | 044:200 | +24   | 38     |
| 3.  | CSD Colo-Colo (M)        | 26  | 14 | 8  | 4  | 052:210 | +31   | 36     |
| 4.  | Deportes Arica           | 26  | 11 | 8  | 7  | 036:330 | +3    | 30     |
| 5.  | CD Magallanes            | 26  | 10 | 9  | 7  | 043:300 | +13   | 29     |
| 6.  | Deportes Iquique         | 26  | 7  | 12 | 7  | 023:280 | −5    | 26     |
| 7.  | CD Palestino             | 26  | 10 | 5  | 11 | 044:370 | +7    | 25     |
| 8.  | Unión San Felipe         | 26  | 7  | 10 | 9  | 023:290 | −6    | 24     |
| 9.  | San Luis de Quillota (N) | 26  | 9  | 6  | 11 | 028:490 | −21   | 24     |
| 10. | Santiago Wanderers       | 26  | 6  | 10 | 10 | 021:290 | −8    | 22     |
| 11. | Deportes Antofagasta     | 26  | 6  | 5  | 15 | 024:470 | −23   | 17     |
| 12. | Deportes La Serena (N)   | 26  | 2  | 9  | 15 | 026:480 | −22   | 13     |
| 13. | Regional Atacama         | 27  | 3  | 7  | 17 | 026:550 | −29   | 13     |

| (M) | Vorjahresmeister |
| (N) | Aufsteiger       |

## Tabelle Zona Sur
| Pl. | Verein                   | Sp. | S  | U | N  | Tore    | Diff. | Punkte |
| --- | ------------------------ | --- | -- | - | -- | ------- | ----- | ------ |
| 1.  | Universidad Católica (P) | 26  | 15 | 7 | 4  | 046:180 | +28   | 37     |
| 2.  | Unión Española           | 26  | 13 | 9 | 4  | 034:160 | +18   | 35     |
| 3.  | Naval de Talcahuano      | 26  | 12 | 7 | 7  | 032:180 | +14   | 31     |
| 4.  | CD O’Higgins             | 26  | 11 | 7 | 8  | 032:300 | +2    | 29     |
| 5.  | Universidad de Chile     | 26  | 10 | 8 | 8  | 029:230 | +6    | 28     |
| 6.  | Rangers de Talca         | 26  | 8  | 9 | 9  | 034:350 | −1    | 25     |
| 7.  | CD Huachipato            | 26  | 10 | 5 | 11 | 034:360 | −2    | 25     |
| 8.  | Everton                  | 26  | 8  | 9 | 9  | 022:280 | −6    | 25     |
| 9.  | Trasandino               | 26  | 9  | 6 | 11 | 038:370 | +1    | 24     |
| 10. | Audax Italiano           | 26  | 8  | 8 | 10 | 037:400 | −3    | 24     |
| 11. | Fernández Vial           | 26  | 8  | 6 | 12 | 025:360 | −11   | 22     |
| 12. | Green Cross Temuco       | 26  | 6  | 7 | 13 | 018:370 | −19   | 19     |
| 13. | Coquimbo Unido (N)       | 26  | 4  | 6 | 16 | 017:410 | −24   | 14     |

| (P) | Vorjahrespokalsieger |
| (N) | Aufsteiger           |

## Relegationsspiel
|                | Ergebnis |                         |
| -------------- | -------- | ----------------------- |
| Audax Italiano | 3:0      | Trasandino de Los Andes |

Damit steigt Trasandino de Los Andes in die Primera B 1985 ab.

## Meisterschaftsliguilla
| Pl.                                | Verein               | Sp. | S | U | N | Tore    | Diff. | Punkte |
| ---------------------------------- | -------------------- | --- | - | - | - | ------- | ----- | ------ |
| 1.                                 | Universidad Católica | 3   | 2 | 1 | 0 | 004:000 | +4    | 05     |
| 2.                                 | CD Cobresal          | 3   | 0 | 3 | 0 | 001:100 | ±0    | 03     |
| 3.                                 | Unión Española       | 3   | 1 | 1 | 1 | 001:200 | −1    | 03     |
| 4.                                 | CD Cobreloa          | 3   | 0 | 1 | 2 | 001:400 | −3    | 01     |
| Quelle: rsssf.org, Stand: Endstand |                      |     |   |   |   |         |       |        |

## Beste Torschützen
| Rang | Spieler              | Klub                 | Tore |
| ---- | -------------------- | -------------------- | ---- |
| 1    | Víctor Cabrera       | Regional Atacama     | 18   |
| 2    | Jorge Aravena        | Universidad Católica | 16   |
|      | Fernando González    | Deportes La Serena   | 16   |
|      | Severino Vasconcelos | CSD Colo-Colo        | 16   |
| 5    | Arturo Jáuregui      | CD Magallanes        | 15   |